# Bohemistik
Unter Bohemistik (auch Tschechische Philologie genannt) versteht man die wissenschaftliche Beschäftigung mit der tschechischen Sprache (linguistische Bohemistik)  und der tschechischen Literatur (literarische Bohemistik).
Sich ergänzende Teilbereiche der linguistischen Bohemistik sind die ‚synchrone‘ Bohemistik (erforscht die Sprache in einem bestimmten Zeitabschnitt, z. B. die heutige Sprache) und die ‚diachrone‘ Bohemistik (untersucht die historische Entwicklung der Sprache). Heute widmet sich die linguistische Bohemistik auch verschiedenen Seiten des Aufbaus der Sprache sowie der Anknüpfung und Koreferenz, Textgattungen, Dialogen und anderen Bereichen. Hierfür ist die Wahrnehmung der Sprache als interaktives System typisch. Didaktische Bohemistik ist am Schuldienst auf allen Stufen sowie am Tschechischen als Fremdsprache orientiert. Im weiteren Sinne zählen heute auch moderne Kulturwissenschaft, die sich mit der tschechischen Nation und ihrer Geschichte befasst, zur Bohemistik. Weitere Bereiche der Bohemistik sind außerdem die Sprachkultur und Sprachbildung, Sprachberatung u. a. Dazu gehören auch die wissenschaftliche Beschreibung der tschechischen Grammatik und ihrer Entwicklung sowie das Verfassen von Wörterbüchern. Außerhalb der Tschechischen Republik fasst man die Bohemistik in der Regel als Teil der Slawistik auf. Die deutschböhmische Literatur wird zumeist als Teil der Germanistik behandelt.

## Wortherkunft
„Bohemia“ ist die traditionelle lateinische Bezeichnung für das Königreich Böhmen (Corona Bohemiae), den Kernstaat der tschechischen Geschichte. Zu diesem Königreich gehörte das gesamte Gebiet der heutigen Tschechischen Republik. Die altslawische Übersetzung des Wortes „Bohemia“ hieß „Czechy“, abgeleitet von der Selbstbezeichnung der „Czechen“ (Tschechen), der ersten staatstragenden Nation dieses Königreichs.

## Geschichte
Nachdem bereits seit 1746 durch Johann Wenzel Pohl am Wiener Theresianum und seit 1752 an der Theresianischen Militärakademie in Wiener Neustadt Tschechisch unterrichtet wurde, berief Kaiserin Maria Theresia mit 7. Oktober 1775 Josef Valentin Zlobický (1743–1810) aus Velehrad in Mähren als weltweit ersten Professor für tschechische Sprache und Literatur an die Universität Wien. Zugleich war Tschechisch damit die erste moderne Sprache, die neben Deutsch an der Universität Wien unterrichtet wurde. Zlobický propagierte die für seine Zeit innovative Methode, den Studenten neben dem Grammatikunterricht auch Landes- und Literaturkunde sowie die angewandte Sprachpraxis beizubringen. Er war es auch, der den weltweit ersten Entwurf eines Studiums aller slawischen Sprachen ausarbeitete. 1849 wurde das Institut für slawische Philologie und Altertumskunde an der Universität schließlich offiziell gegründet und die Bohemistik in dasselbige eingegliedert.
An der Prager Karlsuniversität wurde der Tschechischunterricht erst 1793 mit der Berufung von Franz Martin Pelzel aufgenommen. Die akademische Beschäftigung mit der tschechischen Sprache und Kultur beschränkte sich lange Zeit auf die Habsburgermonarchie.
In Deutschland  erlangte die Bohemistik innerhalb der deutschen Slawistik erst nach dem Ersten Weltkrieg infolge der Konstituierung des tschechoslowakischen Staates mehr Bedeutung. An den Lehrstühlen für slawische Philologie wurden die tschechische Sprache und Literatur in stärkerem Maße miteinbezogen.

## Wissenschaftler
Als bedeutende Bohemisten gelten
- Josef Dobrovský
- Josef Jungmann
- Josef Jireček
- Jan Gebauer
- Bohuslav Havránek
- Jan Mukařovský
- Eugen Rippl
- Ferdinand Seibt
- Alois Vojtěch Šembera
- Franz Spina
- Josef Vintr